# Saint-Martin-d'Entraunes
Saint-Martin-d'Entraunes é uma comuna francesa na região administrativa da Provença-Alpes-Costa Azul, no departamento Alpes Marítimos. Estende-se por uma área de 40,05 km², com  (Saint-Martinois) 88 habitantes, segundo os censos de 1999, com uma densidade de 2 hab/km².